# Adelsmatrikel
Adelsmatrikeln (auch Adelsbücher genannt) waren unter anderem in Bayern, Finnland, Kurland, Österreich, Russland, Schweden und Württemberg amtliche, von besonderen Behörden geführte Verzeichnisse, in die sich sämtliche Adelsgeschlechter des Landes eintragen lassen mussten, um anerkannt zu werden. Die Adelsmatrikeln sollten die Adelsusurpierung wie Adelsanmaßung oder Selbstadelung verhindern.
In Finnland und Schweden wurden (und werden immer noch) diese Matrikeln vom Ritterhaus des jeweiligen Landes geführt, in Österreich dem k.u.k. Adelsarchiv im Innenministerium, in Ungarn dem Ungarischen Ministerium in Wien. Im Russischen Kaiserreich gab es in jedem Gouvernement ein besonderes Amt, die „Landschaft“ (Semstwo), das die Verzeichnisse der adligen Geschlechter (genannt: Adelsstammbücher) führte. In Preußen (wo mehrere Anläufe einer Matrikulierung des Adels letztlich scheiterten) war das Heroldsamt für Adelsfragen zuständig.
Nach der Aufhebung des Adels und der Abschaffung der Heroldsämter 1918–1920 gab es in Deutschland mehrere private Initiativen, Adelsmatrikeln fortzuführen oder zu erstellen. Führend war dabei die Deutsche Adelsgenossenschaft, die seit 1920 neben der adeligen Abstammung auch den Nachweis nichtjüdischer Vorfahren verlangte. Nach mehreren Anläufen entstand dort zunächst das Eiserne Buch Deutschen Adels Deutscher Art; weitere Vorarbeiten zu einer eigenen „Allgemeinen Adelsmatrikel“ blieben unveröffentlicht. 1924 gab die Adelsgenossenschaft den Plan der Allgemeinen Adelsmatrikel auf; stattdessen vereinbarte sie mit dem Verlag C. A. Starke, dass dessen Gothaisches Taschenbuch als Matrikel der Genossenschaft dienen sollte. Dieses Arrangement wurde auch nach Auflösung der Adelsgenossenschaft beibehalten; der Deutsche Adelsrechtsausschuß betrachtet das Gothaische Genealogische Handbuch als Matrikel des deutschsprachigen Adels.
Ähnliche Bestrebungen gibt es nach 1990 in Polen, Tschechien und Ungarn nach der Neubildung der Adelsverbände dieser Länder.